# Stayin' Alive
"Stayin' Alive" là một bài hát disco của Bee Gees từ nhạc phim của Saturday Night Fever. Bài hát đã được các thành viên ban nhạc (Barry, Robin, và Maurice Gibb) sáng tác và sản xuất bởi Bee Gees, Albhy Galuten, và Karl Richardson. Bài hát được phát hành vào ngày 13 tháng 12 năm 1977 như là đĩa đơn thứ hai của nhạc phim Saturday Night Fever. Nó là một trong những bài hát trứ danh của ban nhạc. Trong năm 2004, "Stayin' Alive" đã được xếp hạng 189 trong danh sách 500 bài hát hay nhất của mọi thời đại của tạp chí Rolling Stones. Trong năm 2004, nó được xếp hạng 9 trên danh sách 100 Năm...100 bài hát của những giai điệu hàng đầu trong điện ảnh Mỹ. Trong một thăm dò trên kênh truyền hình Anh ITV vào tháng 12 năm 2011 nó được bình chọn thứ năm trong "những bài hát yêu thích nhất của Bee Gees".
Khi phát hành "Stayin' Alive" tiến nhanh trên bảng xếp hạng và giành vị trí số một trên Billboard Hot 100 ngày 4 tháng 2 năm 1978, và chiếm vị trí này trong bốn tuần. Trong quá trình đó, nó đã trở thành một trong những giai điệu được nhận biết nhiều nhất của ban nhạc, một phần là vì bài hát được đưa vào đầu bộ phim Saturday Night Fever. Ở Mỹ, nó trở thành đĩa đơn thứ hai trong sáu đĩa đơn liên tiếp đứng số một, ngang với kỷ lục của ban nhạc the Beatles cho số đĩa đơn liên tiếp đứng số 1 tại một thời điểm (kỷ lục này sau đó bị Whitney Houston phá vỡ với bảy đĩa đơn số một liên tiếp).

## Bảng xếp hạng

### Bảng xếp hạng hàng tuần
| Bảng xếp hạng (1978)              | Vị trí cao nhất |
| --------------------------------- | --------------- |
| Australia (Kent Music Report)     | 1               |
| Áo (Ö3 Austria Top 40)            | 2               |
| Bỉ (Ultratop 50 Flanders)         | 2               |
| Canada Top Singles (RPM)          | 1               |
| Canada Adult Contemporary (RPM)   | 2               |
| Canada Dance/Urban (RPM)          | 13              |
| Europe (Eurochart Hot 100)        | 1               |
| Finland (Suomen virallinen lista) | 2               |
| France (IFOP)                     | 2               |
| Ireland (IRMA)                    | 4               |
| Italy (Musica e Dischi)           | 1               |
| Japan (Oricon)                    | 15              |
| Mexico                            | 1               |
| Hà Lan (Dutch Top 40)             | 1               |
| Hà Lan (Single Top 100)           | 3               |
| New Zealand (Recorded Music NZ)   | 1               |
| Na Uy (VG-lista)                  | 4               |
| Portugal (Musica & Som)           | 2               |
| South Africa (Springbok Radio)    | 1               |
| Spain (Promusicae)                | 2               |
| Thụy Điển (Sverigetopplistan)     | 3               |
| Thụy Sĩ (Schweizer Hitparade)     | 2               |
| Anh Quốc (OCC)                    | 4               |
| US Billboard Hot 100              | 1               |
| US Adult Contemporary (Billboard) | 28              |
| US Dance Club Songs (Billboard)   | 3               |
| US Hot Soul Singles (Billboard)   | 4               |
| US Cash Box Top 100               | 1               |
| US Record World Singles           | 1               |
| Tây Đức (Official German Charts)  | 2               |

| Bảng xếp hạng (1989) | Vị trí cao nhất |
| -------------------- | --------------- |
| Pháp (SNEP)          | 44              |

| Bảng xếp hạng (2012)  | Vị trí cao nhất |
| --------------------- | --------------- |
| Pháp (SNEP)           | 62              |
| Japan Hot 100 Singles | 81              |

| Bảng xếp hạng (2014) | Vị trí cao nhất |
| -------------------- | --------------- |
| Pháp (SNEP)          | 165             |

| Bảng xếp hạng (2020)                          | Vị trí cao nhất |
| --------------------------------------------- | --------------- |
| Hoa Kỳ Hot Dance/Electronic Songs (Billboard) | 6               |

| Bảng xếp hạng (2024)            | Vị trí cao nhất |
| ------------------------------- | --------------- |
| Thế giới Global 200 (Billboard) | 139             |
| Greece International (IFPI)     | 100             |

### Bảng xếp hạng cuối năm
| Bảng xếp hạng (1978)              | Vị trí |
| --------------------------------- | ------ |
| Australia (Kent Music Report)     | 4      |
| Austria (Ö3 Austria Top 40)       | 6      |
| Belgium (Ultratop 50 Flanders)    | 6      |
| Canada Top Singles (RPM)          | 9      |
| France (IFOP)                     | 12     |
| Netherlands (Dutch Top 40)        | 6      |
| Netherlands (Single Top 100)      | 7      |
| South Africa (Springbok Radio)    | 4      |
| Switzerland (Schweizer Hitparade) | 5      |
| US Billboard Hot 100              | 4      |
| US Cash Box Top 100               | 2      |

| Bảng xếp hạng (2021)                      | Vị trí |
| ----------------------------------------- | ------ |
| US Hot Dance/Electronic Songs (Billboard) | 84     |

### Bảng xếp hạng mọi thời đại
| Bảng xếp hạng (1958–2018) | Vị trí |
| ------------------------- | ------ |
| US Billboard Hot 100      | 59     |